# 塔姆巴拉姆
塔姆巴拉姆（Tambaram），是印度泰米尔纳德邦坎契浦蘭縣的一个城镇。2001年总人口137609人。

## 人口
该地2001年总人口137609人，其中男性70181人，女性67428人；0－6岁人口14060人，其中男7160人，女6900人；识字率78.19%，其中男性为82.27%，女性为73.95%。